# Campeonato Sudamericano Femenino de 1995

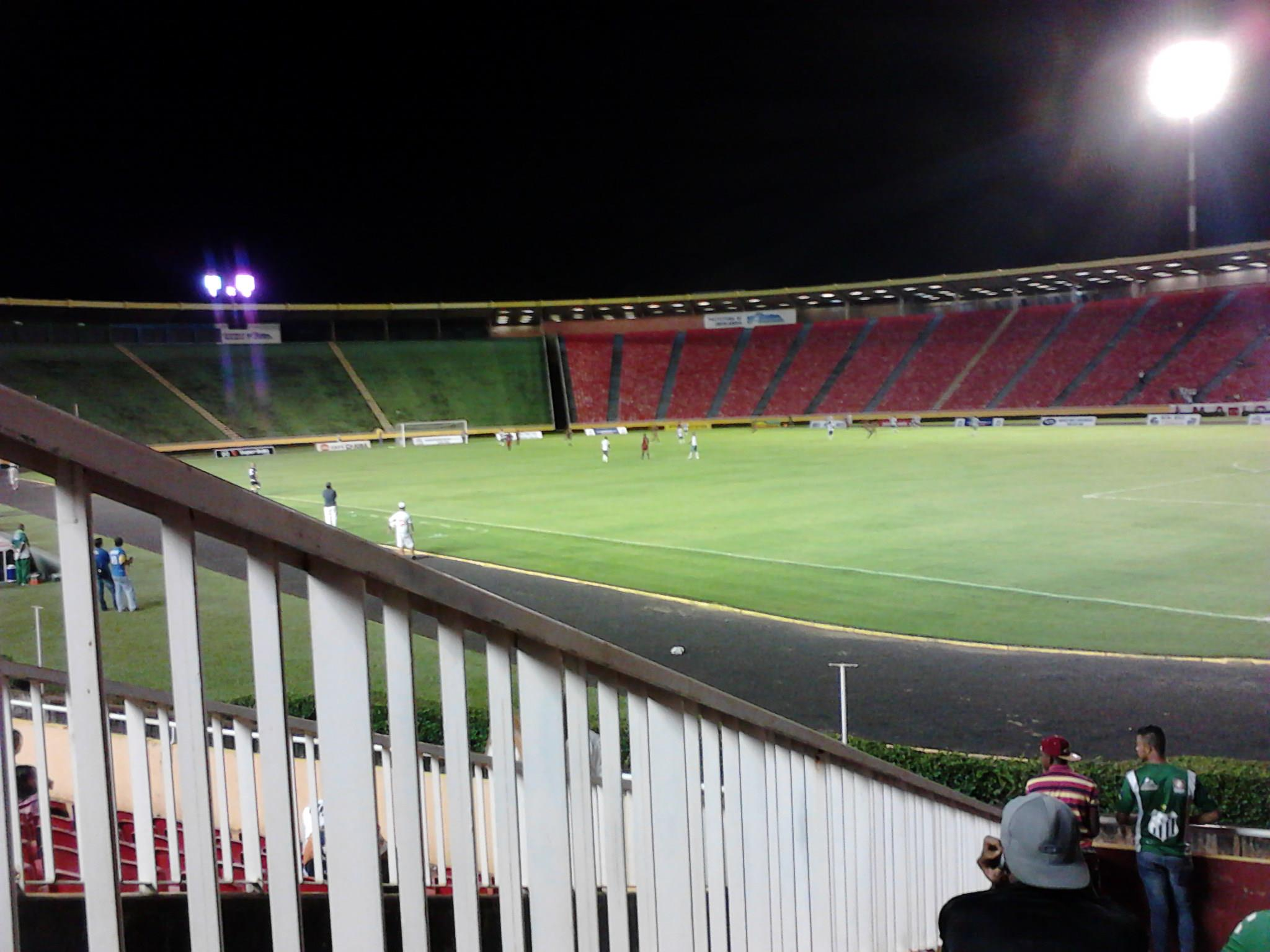
Estádio Parque do Sabiá na partida entre Uberlândia.

El Campeonato Sudamericano Femenino de 1995 fue la segunda edición del torneo de fútbol femenino organizado por la CONMEBOL. La competencia se llevó a cabo en el mes de enero en el Estadio Parque do Sabiá de la ciudad de Uberlândia, en el estado de Minas Gerais en Brasil.

## Participantes
Participaron cinco selecciones nacionales de fútbol afiliadas a la CONMEBOL:
| Equipos participantes | Equipos participantes | Equipos participantes | Equipos participantes | Equipos participantes |
| --------------------- | --------------------- | --------------------- | --------------------- | --------------------- |
| Argentina             | Bolivia               | Brasil                | Chile                 | Ecuador               |

## Sede
| Estadio Municipal Parque do Sabiá |
| Capacidad: 53 350                 |
|                                   |

## Primera fase
Los cinco equipos jugarán todos contra todos, clasificando para la final los dos mejores equipos.
| Equipo    | Pts | PJ | PG | PE | PP | GF | GC | Dif |
| --------- | --- | -- | -- | -- | -- | -- | -- | --- |
| Brasil    | 12  | 4  | 4  | 0  | 0  | 42 | 1  | 41  |
| Argentina | 9   | 4  | 3  | 0  | 1  | 18 | 9  | 9   |
| Chile     | 4   | 4  | 1  | 1  | 2  | 14 | 9  | 5   |
| Ecuador   | 4   | 4  | 1  | 1  | 2  | 9  | 21 | -12 |
| Bolivia   | 0   | 4  | 0  | 0  | 4  | 1  | 44 | -43 |

## Resultados
| 8 de enero de 1995 | Brasil | 13:0 | Ecuador | Estadio Parque do Sabiá, Uberlândia |  |

| 8 de enero de 1995 | Chile | 11:0 | Bolivia | Estadio Parque do Sabiá, Uberlândia |  |

| 10 de enero de 1995 | Brasil | 6:1 | Chile | Estadio Parque do Sabiá, Uberlândia |  |

| 10 de enero de 1995 | Argentina | 5:1 | Ecuador | Estadio Parque do Sabiá, Uberlândia |  |

| 12 de enero de 1995 | Argentina | 12:0 | Bolivia | Estadio Parque do Sabiá, Uberlândia |  |

| 12 de enero de 1995 | Chile | 2:2 | Ecuador | Estadio Parque do Sabiá, Uberlândia |  |

| 14 de enero de 1995 | Brasil | 8:0 | Argentina | Estadio Parque do Sabiá, Uberlândia |  |

| 14 de enero de 1995 | Ecuador | 6:1 | Bolivia | Estadio Parque do Sabiá, Uberlândia |  |

| 18 de enero de 1995 | Brasil | 15:0 | Bolivia | Estadio Parque do Sabiá, Uberlândia |  |

| 18 de enero de 1995 | Argentina | 1:0 | Chile | Estadio Parque do Sabiá, Uberlândia |  |

### Final
| 22 de enero de 1995 | Brasil | 2:0 | Argentina | Estadio Parque do Sabiá, Uberlândia |  |

|                           |
| Bandera de Brasil         |
| Campeón Brasil 2.º título |

## Clasificado para laCopa Mundial Femenina de Fútbol de 1995
| Brasil |
| Brasil |
| ------ |